# Comoras en los Juegos Olímpicos de Río de Janeiro 2016
Comoras participa en los Juegos Olímpicos de 2016 en Río de Janeiro, Brasil, del 5 al 21 de agosto de 2016.

## Participantes
Atletismo
- Maoulida Daroueche
- Denika Kassim

Natación
- Soule Athoumane
- Mohamed Nazlati